# Georgios Kontogeorgis
Georgios M. Kontogeorgis er en dansk kemiker og professor i anvendt termodynamik ved Institut for Kemiteknik på DTU siden 2011.
Kontogeorgis blev uddannet kemiingeniør fra National Technical University of Athens i 1991 og tog derefter en Ph.d. på Danmarks Tekniske Universitet, som han færdiggjorde i 1996. Han blev ansat ved selvsamme universitet i 1999 som lektor. I 2008 blev han udnævnt professor.
Han har især forsket i termodynamik, miljøingeniørmæssige aspekter, kolloid og overfladekemi og bioteknologi. Han har udgivet sit akademiske arbejde i over 160 artikler i en lang række videnskabelige tidsskrifter, og han har skrevet flere lærerbøger. Han sidder i bestyrelsen i flere naturvidenskabelige selskaber, heriblandt næstformand for European Federation of Chemical Engineering.